# The Cupola
The Cupola är ett berg i Australien. Det ligger i kommunen Derwent Valley och delstaten Tasmanien, i den sydöstra delen av landet, omkring 100 kilometer väster om delstatshuvudstaden Hobart. Toppen på The Cupola är 970 meter över havet.
Trakten runt The Cupola är nära nog obefolkad, med mindre än två invånare per kvadratkilometer.. Det finns inga samhällen i närheten. 